# ジョゼファ・ファビオラ・ソウザ
ジョゼファ・ファビオラ・アウメイダ・デ・ソウザ・アウヴェス（Josefa Fabíola Almeida de Souza Alves、1983年2月3日 - ）は、ブラジルの女子バレーボール選手。ポジションはセッター。ブラジル代表。

## 来歴
2003年、ブラジル代表に初選出される。
2007年から本格的に代表でプレーし、同年のワールドカップではセカンドセッターとして出場した。フォフォンが代表を離れた2009年以降はダニエル・リンスと正セッターの座を競うことになる。
2010年のワールドグランプリと世界選手権ではレギュラーとして活躍した。2012年のワールドグランプリでもレギュラーで活躍していたが、ロンドンオリンピックの代表12名からは外れた。
2013年、グラチャンで代表に復帰し、優勝の原動力となった。2014年のワールドグランプリで2連覇を果たし、世界選手権では銅メダルを獲得した。2016年、リオ五輪のメンバーに選出された。

## 球歴
- オリンピック - 2016年
- 世界選手権 - 2010年、2014年
- ワールドカップ - 2007年、2011年
- グラチャン - 2013年
- 南米選手権 - 2007年、2011年、2013年
- ワールドグランプリ - 2007年、2010年、2011年、2012年、2014年

## 受賞歴
- 2014年 世界クラブ選手権 ベストセッター賞
- 2015年 世界クラブ選手権 ベストセッター賞

## 所属クラブ
- Força Olímpica（1998-2000年）
- レクソーナ・アデス（2000-2001年）
- Minas Tênis Clube （2001-2004年）
- São Caetano Esporte Clube（2004-2005年）
- Brasil Telecom（2007-2009年）
- Esporte Clube Pinheiros（2009-2011年）
- Osasco Voleibol Clube（2011-2014年）
- ディナモ・クラスノダール（2014-2015年）
- ヴォレロ・チューリッヒ（2015-）